# Suvorovskij rajon (Oblast' di Tula)
Il Suvorovskij rajon (in russo Суворовский район?) è un rajon dell'Oblast' di Tula, nella Russia europea, il cui capoluogo è Suvorov. Istituito nel 1958, ricopre una superficie di 1.065 chilometri quadrati.